# Edward Malesic

Wappen von Edward Malesic als Bischof von Cleveland

Wappen als Bischof von Greensburg

Edward Charles Malesic (* 14. August 1960 in Harrisburg, Pennsylvania, USA) ist ein US-amerikanischer Geistlicher und römisch-katholischer Bischof von Cleveland.

## Leben
Edward Malesic empfing am 30. Mai 1987 das Sakrament der Priesterweihe für das Bistum Harrisburg.
Am 24. April 2015 ernannte ihn Papst Franziskus zum Bischof von Greensburg. Der Erzbischof von Philadelphia, Charles Joseph Chaput OFMCap, spendete ihm am 13. Juli desselben Jahres die Bischofsweihe. Mitkonsekratoren waren sein Amtsvorgänger Lawrence Eugene Brandt und der Bischof von Harrisburg, Ronald William Gainer.
Am 16. Juli 2020 ernannte ihn Papst Franziskus zum Bischof von Cleveland. Die Amtseinführung fand am 14. September desselben Jahres statt.